# Euthryptus orbicularis
Euthryptus orbicularis är en skalbaggsart som beskrevs av Sharp 1902. Euthryptus orbicularis ingår i släktet Euthryptus och familjen lerstrandbaggar. Inga underarter finns listade i Catalogue of Life.